# Jouannetia quillingi
Jouannetia quillingi är en musselart som beskrevs av Turner 1955. Jouannetia quillingi ingår i släktet Jouannetia och familjen borrmusslor. Inga underarter finns listade i Catalogue of Life.